# Aaron Scott (Musiker)
Aaron Scott (* 19. Juni 1956 in Chicago, Illinois) ist ein amerikanischer Komponist und Schlagzeuger des Modern Jazz.
Scott studierte in Paris, wo er auch zum Orchestre National de Jazz gehörte und mit Marc Ducret arbeitete. 1989 wurde er Mitglied der Band von McCoy Tyner, bei dem er 14 Jahre blieb. Weiterhin spielte er mit Jan Jarczyk.

## Diskografische Hinweise
- McCoy Tyner Trio, Live at Sweet Basil (1989, Evidence)
- McCoy Tyner, Blue Bossa, (1991, Lester Recording)
- McCoy Tyner Trio, Remembering John (1991, Enja)
- McCoy Tyner Trio, Infinity, (1995, Impulse!)
- Michael Hackett, Circles (2005, Summit)